# أليخاندرو دياز
أليخاندرو دياز (بالإسبانية: Alejandro Díaz) هو منافس ألعاب قوى تشيلي، ولد في 1920.

## وصلات خارجية
- أليخاندرو دياز على موقع الاتحاد الدولي لألعاب القوى (الإنجليزية)
- أليخاندرو دياز على موقع اللجنة الأولمبية الدولية (الإنجليزية)
- أليخاندرو دياز على موقع أوليمبيديا (الإنجليزية)